# Behir Chergui
Behir Chergui est une commune de la wilaya d'Oum El-Bouaghi en Algérie.

## Géographie

### Localités de la commune
La commune de Behir Chergui est composée de cinq localités :
- Centre Behir Chergui
- Bir Cheb
- Guelta Zergua
- Sersouf Mechtab
- Ain Keskes

## Histoire
La commune fut créée par décret du 14 janvier 1957 depuis le douar Mesloula et fut rattachée à l'arrondissement de Aïn Beïda.